# Karl Pietsch (Politiker)
Karl Pietsch (* 4. März 1943 in Eisenerz, Steiermark) ist ein ehemaliger österreichischer Politiker (SPÖ). Er war von 1996 bis 2003 Abgeordneter zum Landtag von Niederösterreich.

## Leben
Karl Pietsch besuchte das Bundesrealgymnasium in Judenburg. Nach der Matura absolvierte er die Theresianische Militärakademie in Wiener Neustadt und wurde 1967 als Leutnant ausgemustert. Anschließend war er Berufsoffizier beim Bundesheer und absolvierte UNO-Auslandseinsätze. Im Range eines Obersts ging er in den Ruhestand.
1985 wurde er Gemeinderat, von 1986 bis 2005 war er Stadtrat in Wiener Neustadt. 2012 wurde ihm der Ehrenring der Stadt Wiener Neustadt verliehen. Am 25. Jänner 1996 wurde er als Nachfolger von Walter Hofer in der XIV. Gesetzgebungsperiode erstmals als Abgeordneter zum Landtag von Niederösterreich angelobt, wo er als SPÖ-Sicherheitssprecher fungierte. Nach der Landtagswahl in Niederösterreich 2003 schied er im April 2003 aus dem Landtag aus. Von 1999 bis 2008 war er außerdem Vizepräsident des Niederösterreichischen Zivilschutzverbandes.

## Auszeichnungen
- 2012: Ehrenring der Stadt Wiener Neustadt[2][5]